# Hjalmar (magicien)
Pour les articles homonymes, voir Hjálmar (homonymie).
Hjalmar Johnsson-Faudon (né le 7 février 1951 à Lyon) est un magicien français. Il est spécialisé dans les cartes à jouer et l'histoire de la magie.

## Biographie
Inspiré par son grand-père magicien amateur, Hjalmar devient magicien professionnel en 1973. Pendant de nombreuses années, il effectue des tournées dans le monde entier avec sa compagne Gerda, où il présentait son numéro de manipulation avec apparitions de cartes à jouer et de colombes. Les tours de cartes close-up (au plus près du public) sont l'une de ses spécialités.  

## Collection
Grand collectionneur de livres et objets sur la magie depuis plus de quarante ans, sa collection constitue une des plus importantes au monde. Sa connaissance dans le domaine de la magie a permis à Hjalmar d'expertiser de nombreuses collections publiques et privées, notamment auprès de salles des ventes en France. D'un point de vue historique, les figures comme Robert-Houdin et Buatier de Kolta comptent parmi ses principales influences. Spécialiste des pendules mystérieuses de Robert-Houdin, il a écrit et collaboré avec Théo Priniotakis sur leur histoire. 
Hjalmar a cultivé des amitiés et relations avec de nombreux magiciens en France, en Belgique, en Italie et aux États-Unis, notamment avec David Copperfield, grand collectionneur comme lui. 
Dans la préface du catalogue de la vente aux enchères publiques chez Jean-Pierre Lelièvre, Pascal Maiche et Alain Paris (Galerie Chartres),, le dimanche 11 octobre 1998, l'historien Manfred Zollinger écrit : « Ce que Hjalmar, un des plus importants illusionnistes contemporains, a déjà fait sur ce terrain est remarquable. Il n'est pas fréquent que les experts dans leur domaine le soient aussi dans les disciplines éloignées. On arrive rarement à joindre avec profit l'art professionnel avec la passion des collectionneurs et la science. Un artiste fait rarement ses preuves en tant qu'historien et bibliographe de sa spécialité. Cela est possible, pourtant, comme nous l'a montré Hjalmar avec, par exemple, l'excellente Enquête sur un escamoteur du début du XVIIe siècle (dans Le Vieux Papier, 1996, avec Thierry Depaulis) et aussi avec ses expertises pour les catalogues des ventes précédentes. Ce catalogue deviendra sans doute un instrument de travail obligatoire dans les mains des collectionneurs, des historiens et des bibliographes. »
Hjalmar vit actuellement avec sa compagne Gerda à Saint-Just-d'Avray, dans le Rhône.